# Nora Gjakova
Nora Gjakova (Peć, 1992. augusztus 17. –) olimpiai bajnok koszovói cselgáncsozó.

## Pályafutása
Az pejai Ippon Judo Club versenyzője, aki 57 kg-os súlycsoportban szerepel. Részt vett a 2016-is Rio de Janeiró-i olimpián, ahol súlycsoportjában a kilencedik helyen végzett. 2021-ben a budapesti világbajnokságon bronz-, a tokiói olimpián aranyérmes lett. 2016 óta az Európa-bajnokságokon egy arany- és három bronzérmet szerzett. A 2015-ös bakui Európa játékokon bronz-, a 2019-es minszkin ezüstérmet nyert.

## Családja
Testvére Akil Gjakova Európa-bajnok cselgáncsozó.

## Sikerei, díjai
- Olimpiai játékok – 57 kg
  - aranyérmes: 2020, Tokió
- Világbajnokság – 57 kg
  - bronzérmes: 2021
- Európa-bajnokság – 57 kg
  - aranyérmes: 2018
  - bronzérmes (3): 2016, 2017, 2021
- Európa-játékok – 57 kg
  - ezüstérmes: 2019
  - bronzérmes: 2015